# Zdeněk Škára
Zdeněk Škára   (Olomouc, 23 de febrer de 1950 - 21 d'octubre de 2010) fou un jugador d'handbol txecoslovac que va competir durant la dècada de 1970.
El 1972 va prendre part en els Jocs Olímpics de Múnic, on guanyà la medalla de plata en la competició d'handbol.